# René Gillet (entreprise)
Pour les articles homonymes, voir René Gillet et Gillet.
Ne doit pas être confondu avec le constructeur belge Gillet Herstal.

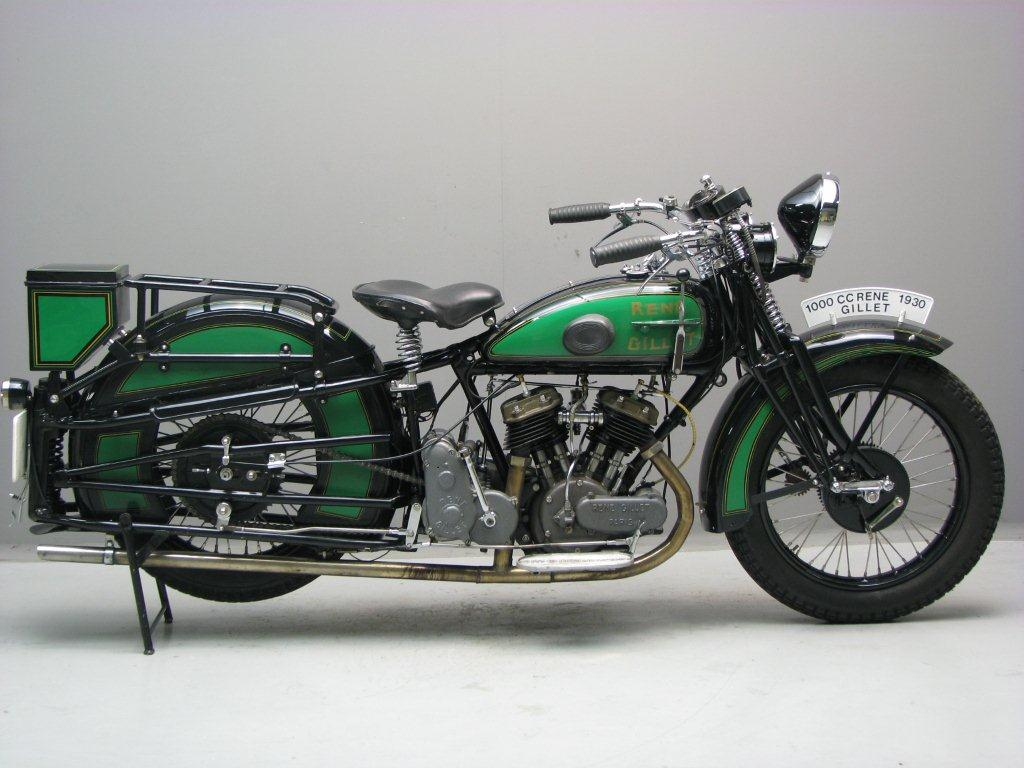
René Gillet 1000 cm3, 1930.

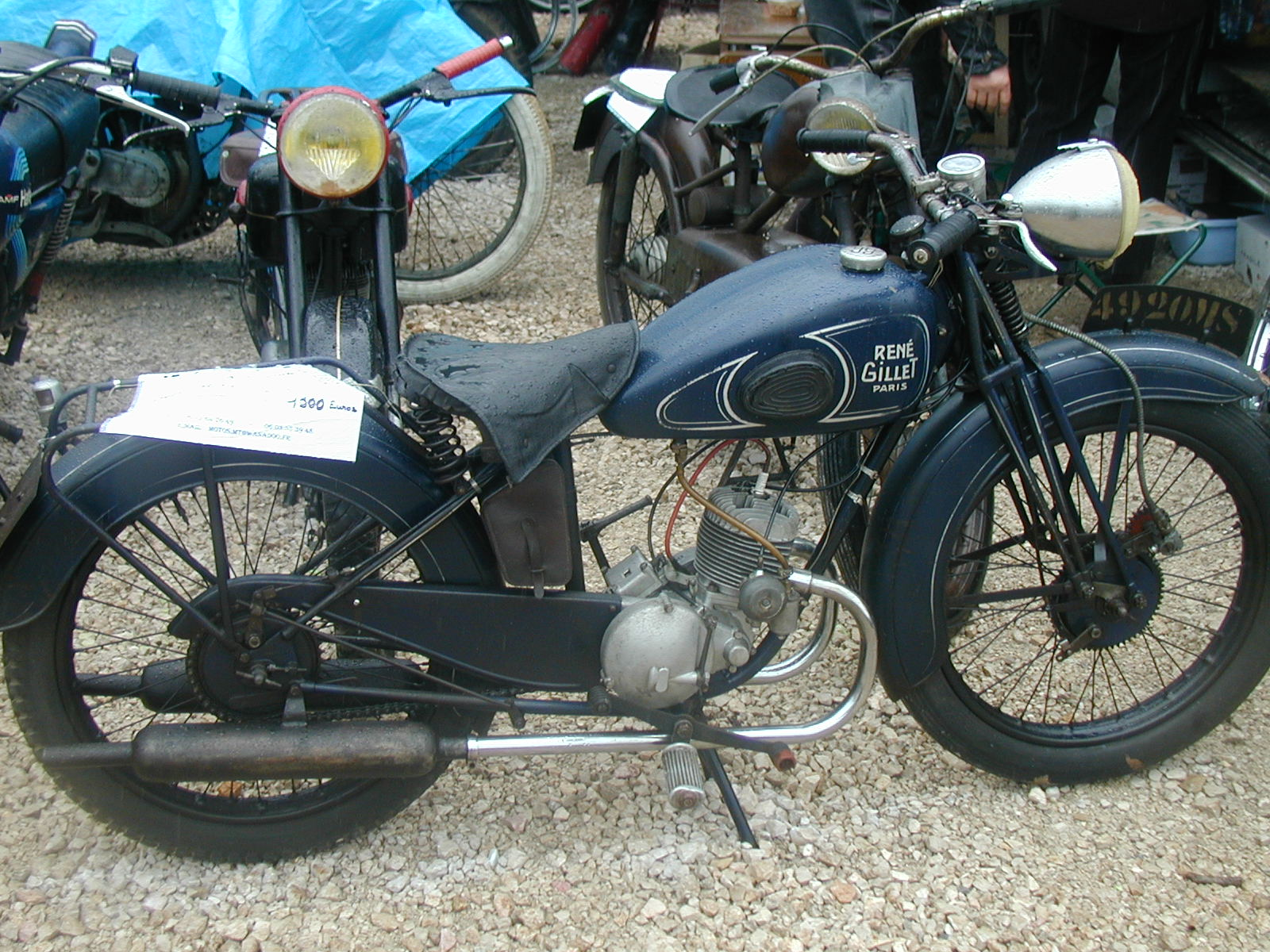
René Gillet 125 cm3, années 1940-50.

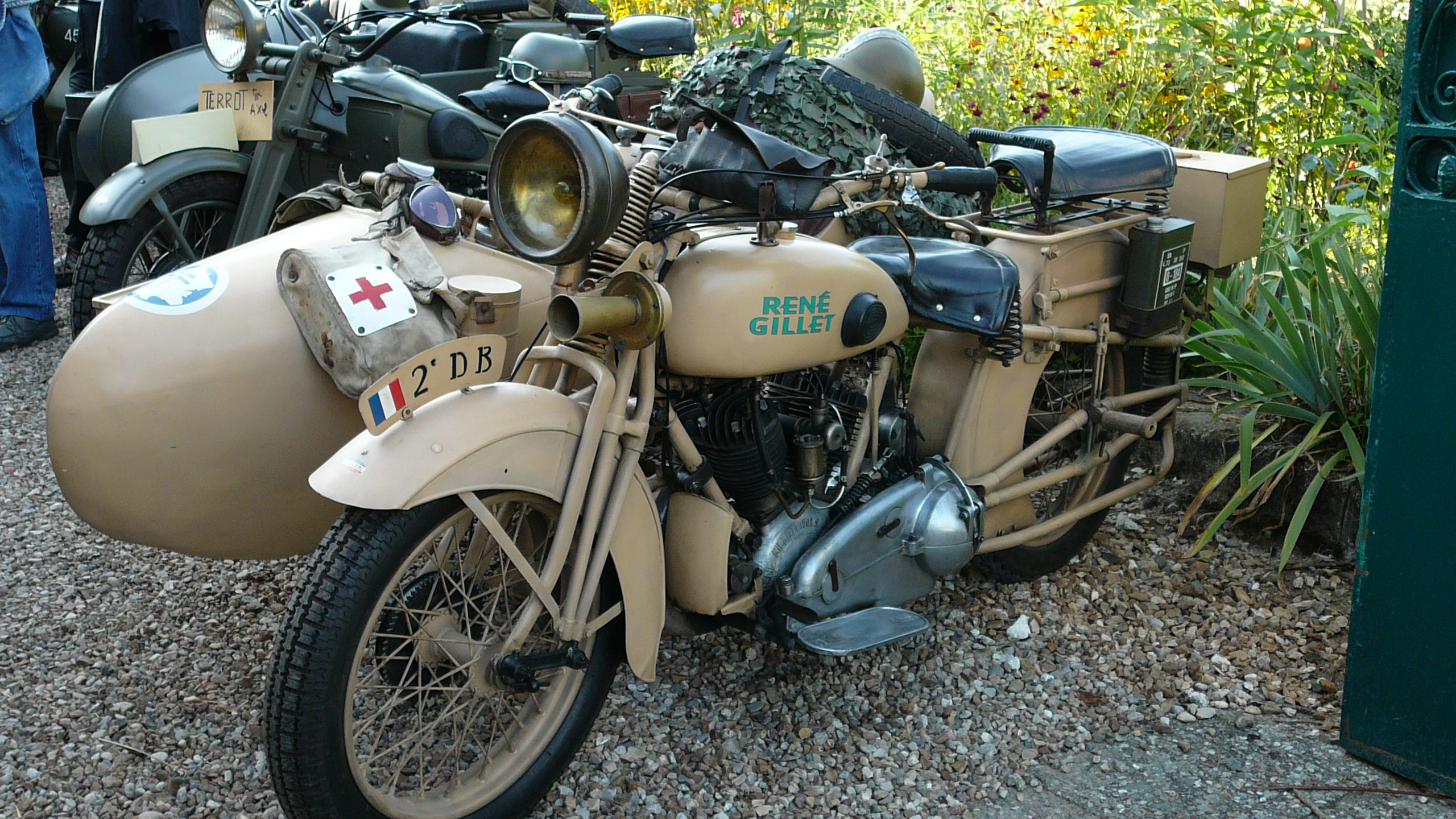
Side-car militaire René Gillet.

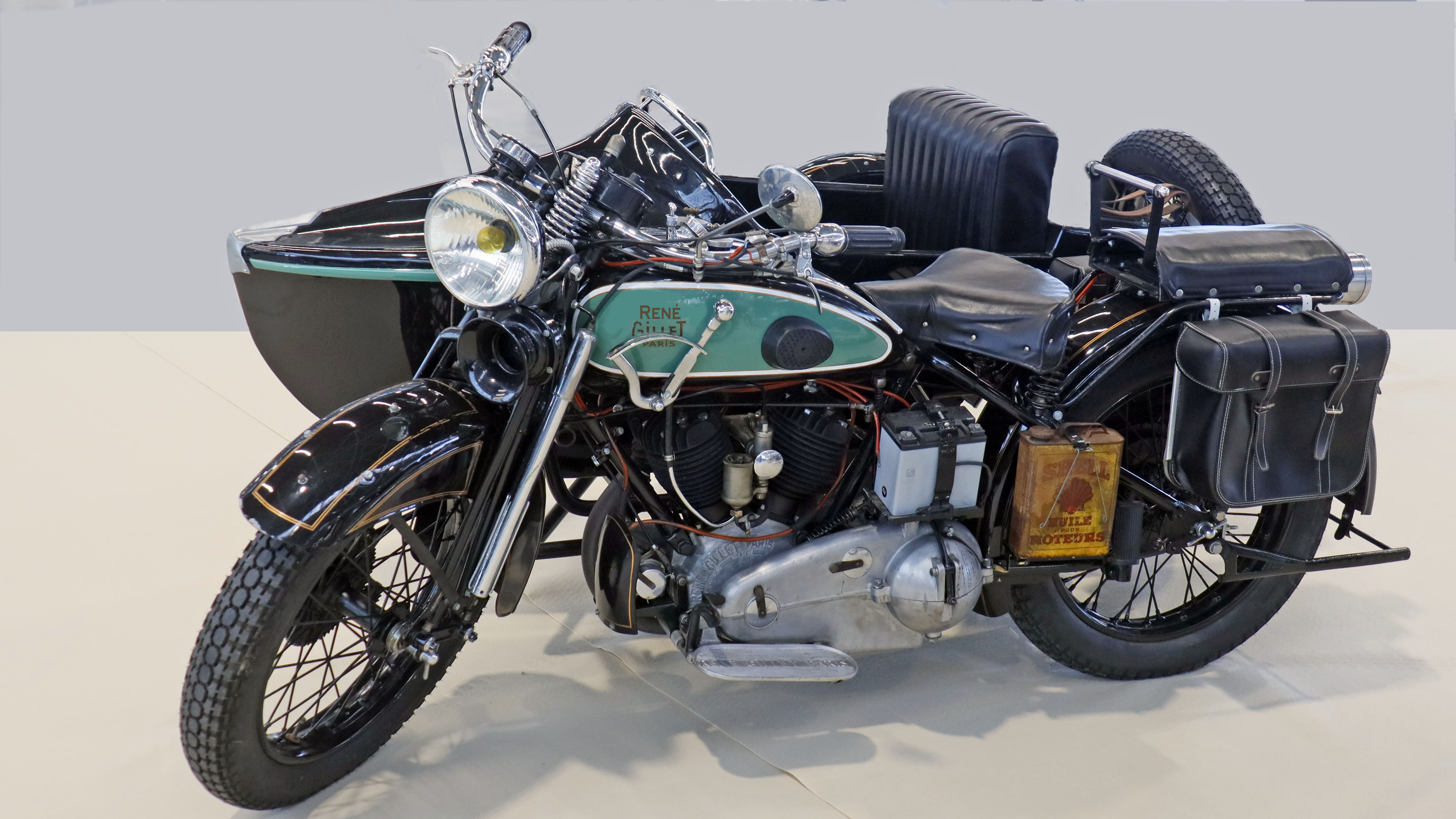
Side-car.

René Gillet est un constructeur de motos français. Les établissements René Gillet ont leur siège à Paris, puis Montrouge, à l'époque dans le département de la Seine (1898-1957).

## Historique
René Gillet naît en 1877 dans une famille modeste de Troyes (Aube). Après des études à Chartres, il entre à 14 ans comme apprenti chez un serrurier. En 1891, il rejoint sa famille à Malakoff dans la banlieue de Paris. Il y construit sa première moto, avec un moteur placé sur la roue avant, aidé par le contremaître de l'usine dans laquelle il travaille. En 1895, il loue un atelier Villa Collet dans le 14e arrondissement de Paris et commence la construction en série. Il crée une marque en 1898 et dépose un premier brevet en 1904.
En 1903, René Gillet crée un moteur bicylindre en V qui sera amélioré sans cesse jusqu'en 1953. Sa chance se produit au début des années 1920, lorsqu'il soumissionne pour les marchés de l’État. Sa moto de 750 cm3 est adoptée par l'armée, la police et les grandes administrations. Ces marchés, renouvelés d'année en année, assurent à René Gillet un fond de clientèle très important. Il déménage son entreprise vers des locaux plus vastes à Montrouge. Les particuliers, voyant que l’État fait confiance à ces motos, adopteront ces machines, faisant de René Gillet une grande marque française, en plus du doyen des constructeurs français.
Réputées pour leur robustesse et leur fiabilité, les motos René Gillet sont particulièrement appréciées par l'armée et la police. Le side-car constitue un moyen de transport idéal pour les familles. Les 1 000 et 750 cm3 sont la spécialité de la marque, mais également les 500 et 350 cm3. Engagées dans de nombreuses courses d'endurance (le Bol d'or est gagné à plusieurs reprises), ces motos font la joie des connaisseurs. Devant le succès, René Gillet décide d'agrandir son usine en 1938. Après son décès le 31 décembre 1944, sa société ferme en 1957.